# Federico Riera Marsá
Federico Riera Marsá (Barcelona, 1917 - ídem, 2008) fue un empresario español del sector de la alimentación y la rama inmobiliaria.

## Biografía
Perteneciente a una familia de emprendedores, estuvo casado con María Pilar Bonmatí Berenguer. Fueron padres de cuatro hijos.
Federico Riera Marsá, junto con su hermano Nicolás Riera Marsá, fundaron en la década de 1940 Industrias Riera Marsá SA, una de las primeras empresas de alimentación en España. Presidente de la asociación AECOC entre 1984 y 1996, fue un gran impulsor de la colaboración entre fabricantes y distribuidores, y motor de una asociación empresarial que hoy reúne a más de 24.500 empresas. Tras una dilatada trayectoria en la industria alimentaria, fue también presidente de Nabisco España y, en 1977, el primer presidente de la Federación de Industrias de Alimentación y Bebidas (FIAB).
Riera Marsá presidió también el Banco de Alimentos, organización destinada a facilitar la recogida de productos alimenticios y su distribución gratuita entre los necesitados.

## Grupo Riera Marsá
La familia Riera Marsá, creadora de “Industrias Riera Marsá S.A.”, desarrolla inicialmente su actividad en el sector de la alimentación, pero hacia 1960 se asocia a Standard Brands y posteriormente a Nabisco. A partir de 1960 Riera Marsá diversifica sus inversiones hacia la promoción inmobiliaria. Construye en Montornés del Vallés, Barcelona, un gran proyecto industrial creando por primera vez en España un polígono industrial con más de cien industrias instaladas y una central depuradora de aguas residuales industriales. Este gran proyecto se cierra con la creación de la “Ciudad Riera-Marsá”, un complejo de más de 5.000 viviendas para los trabajadores, que en su primera fase en el 1965 había construido 800 viviendas, sin ningún tipo de asfaltado, alcantarillado o iluminación de las calles, una urbanización a la que tuvo que hacer frente el ayuntamiento de Montornés después de expropiar a la constructora de los Riera-Marsá diversos terrenos y después de una serie de juicios que acabaron con una sentencia del Tribunal Superior de Justicia de Cataluña dando la razón al ayuntamiento.